# Return to the 36 Chambers
Return to the 36 Chambers è il disco d'esordio del rapper statunitense Ol' Dirty Bastard, membro del Wu-Tang Clan; è distribuito dalla Elektra nel 1995.

## Tracce
1. "Intro"
2. "Shimmy Shimmy Ya"
3. "Baby C'mon"
4. "Brooklyn Zoo"
5. "Hippa to da Hoppa"
6. "Raw Hide"  (ft. Method Man & Raekwon)
7. "Damage"  (ft. GZA)
8. "Don't You Know"  (ft. Killah Priest)
9. "The Stomp"
10. "Goin' Down"
11. "Drunk Game (Sweet Sugar Pie)"
12. "Snakes"  (ft. RZA, Masta Killa, Killah Priest & Budda Monk)
13. "Brooklyn Zoo II (Tiger Crane)"  (ft. Ghostface Killah)
14. "Proteck Ya Neck II in the Zoo"  (ft. Brooklin Zu, Killah Priest, Prodigal Sunn & 60 Second Assassin)
15. "Cuttin' Headz"
16. "Dirty Dancin'"  (ft. Method Man) (Bonus Track)
17. "Harlem World"  (Bonus Track)